# Methylazid
Methylazid ist eine chemische Verbindung aus der Gruppe der Azide mit der Summenformel CH3N3. Es kann als das einfachste organische aliphatische Azid angesehen werden. Es handelt sich um eine explosive Substanz. Der Stickstoffgehalt der Verbindung beträgt 73,6 %.

## Darstellung und Gewinnung
Die Verbindung wird durch eine Methylierung von Natriumazid zum Beispiel mit Dimethylsulfat hergestellt. Die erste Synthese wurde von Otto Dimroth und Gustav Wilhelm Wislicenus 1905 beschrieben.

## Eigenschaften

### Mesomere Grenzstrukturen
Man kann mehrere mesomere Grenzstrukturen des Methylazids zeichnen:

### Chemische Eigenschaften
Die Verbindung ist gegenüber Erhitzung relativ stabil, so zersetzt sie sich nur langsam bei 200 °C, jedoch explosiv bei 500 °C. Die Zersetzung erfolgt in einer Reaktion erster Ordnung, wobei Stickstoff und Methylnitren als primäre Produkte gebildet werden:
{\displaystyle \mathrm {CH_{3}N_{3}\longrightarrow CH_{3}N+N_{2}} }

### Sicherheitshinweise
Methylazid ist explosiv und besitzt eine hohe Schlagempfindlichkeit. Die reine Substanz ist lagerfähig bei −80 °C bei Lichtausschluss. Eine Lagerung als 20%ige Lösung in Toluol ist ebenfalls möglich. Jegliche Temperaturbelastung ist dringend zu vermeiden.

## Verwendung
In der organischen Synthesechemie kann die Verbindung als Reagenz für 1,3-dipolare Cycloadditionen vergewendet werden. Mit Alkenen und Alkinen sind 1,2,3-Triazole, mit Nitrilen Tetrazole zugänglich.